# Architettura novelty

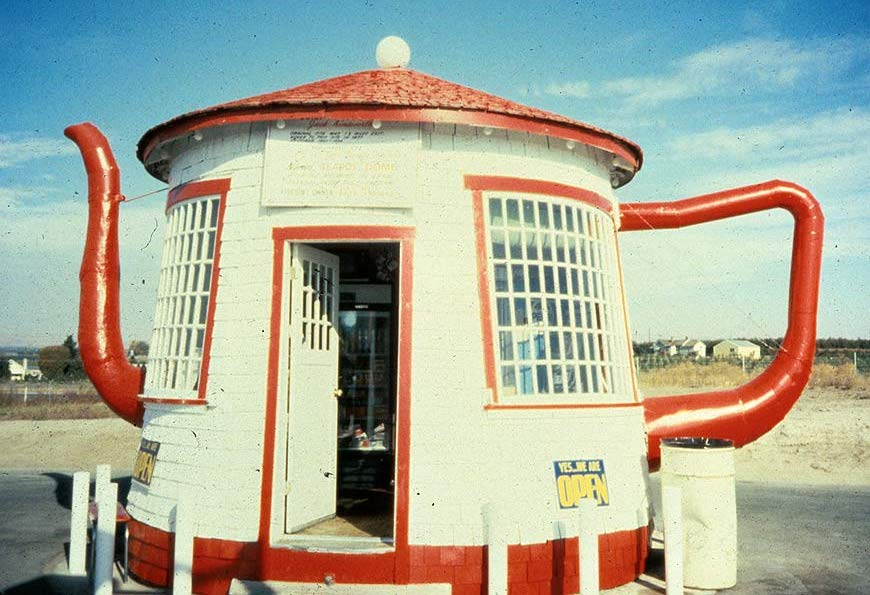
Stazione di servizio Teapot Dome, un'ex stazione di servizio statunitense a forma di teiera situata a Zillah, nello stato di Washington.

L'architettura novelty ("innovativa"), detta anche architettura programmatica o architettura mimetica, è un tipo di architettura in cui edifici e altre strutture assumono forme insolite per scopi pubblicitari o per imitare altri edifici famosi. Le loro dimensioni e la loro originalità fanno sì che spesso servano da punti di riferimento. Si distinguono dalle follie architettoniche, in quanto l'architettura novelty è essenzialmente costituita da edifici utilizzabili in forme eccentriche, mentre le follie sono edifici non utilizzabili, puramente ornamentali, spesso anch'essi in forme eccentriche.

## Panoramica
Sebbene esistano esempi precedenti, come l'Elefante della Bastiglia parigino, progettato ma mai completato, lo stile divenne generalmente popolare negli Stati Uniti e, in seguito, in alcuni altri paesi, con l'aumento dei viaggi in automobile negli anni '30. La statua della Libertà a New York è una statua che è in parte scultura e in parte monumento, che come molti esempi successivi di architettura novelty, ha un interno accessibile ed è diventata un'attrazione turistica.
Costruire architetture novelty vicino alle strade divenne un modo per attrarre automobilisti in un ristorante, in una caffetteria o in un'attrazione lungo la strada, quindi gli edifici furono costruiti in forme insolite, soprattutto per quanto riguardava la forma dei prodotti che vi venivano venduti. L'architettura "mimetica" divenne una tendenza e molte caffetterie lungo la strada furono costruite a forma di gigantesche caffettiere; i chioschi di hot dog furono costruiti a forma di hot dog giganti; e le bancarelle di frutta furono costruite a forma di arance o altri frutti. Brown Derby era una catena di ristoranti, il cui primo e più noto (aperto nel 1926) aveva la forma di un cappello da cowboy, un'immagine iconica che divenne sinonimo dell'età d'oro di Hollywood; Bondurant's Pharmacy è una farmacia costruita a forma di mortaio e pestello; il Big Apple Restaurant e il Big Duck sono costruiti, rispettivamente, a forma di mela (alta 10,7 metri) e a forma di anatra (prima era infatti un negozio di pollame, ora di souvenir). A Montréal è presente il ristorante Gibeau Orange Julep, costruito a forma di sfera tronca di colore arancione alta 12 metri nel 1966 (in sostituzione della sua sfera più piccola del 1945). 

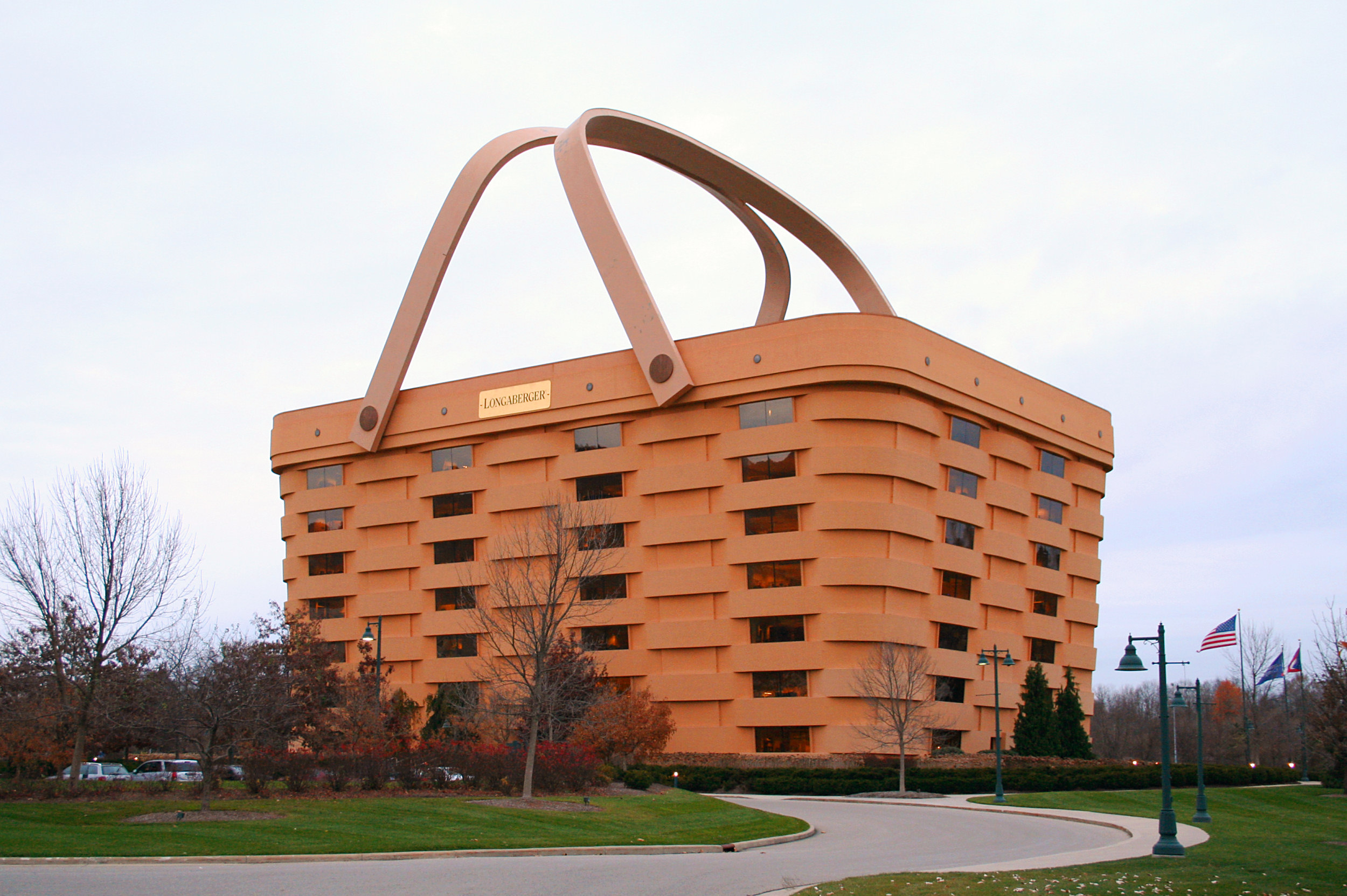
La sede centrale della Longaberger Company a Newark, Ohio.

L'architettura novelty può assumere la forma di oggetti normalmente non associati agli edifici, come personaggi, animali, persone o oggetti domestici. Lucy the Elephant (un edificio a sei piani a forma di elefante, costruito nel 1882) e la sede centrale della Longaberger Company (un'azienda americana produttrice e distributrice di cesti artigianali con la sede a forma di cesto, ora chiusa) ne sono un esempio. All'architettura può essere associato un elemento caricaturale o di cartone animato. Animali giganti, frutta e verdura o repliche di edifici famosi spesso fungono da attrazioni. Alcuni hanno semplicemente forme insolite o sono costruiti con materiali insoliti. 
Molti esempi di architettura novelty sono progettati per attrarre clienti occasionali, prendendo la forma dei prodotti venduti al loro interno. Altri, come i casinò di Las Vegas e Macao, si ispirano a famosi monumenti di tutto il mondo.

## Categorie

### Edifici che assomigliano a oggetti o creature

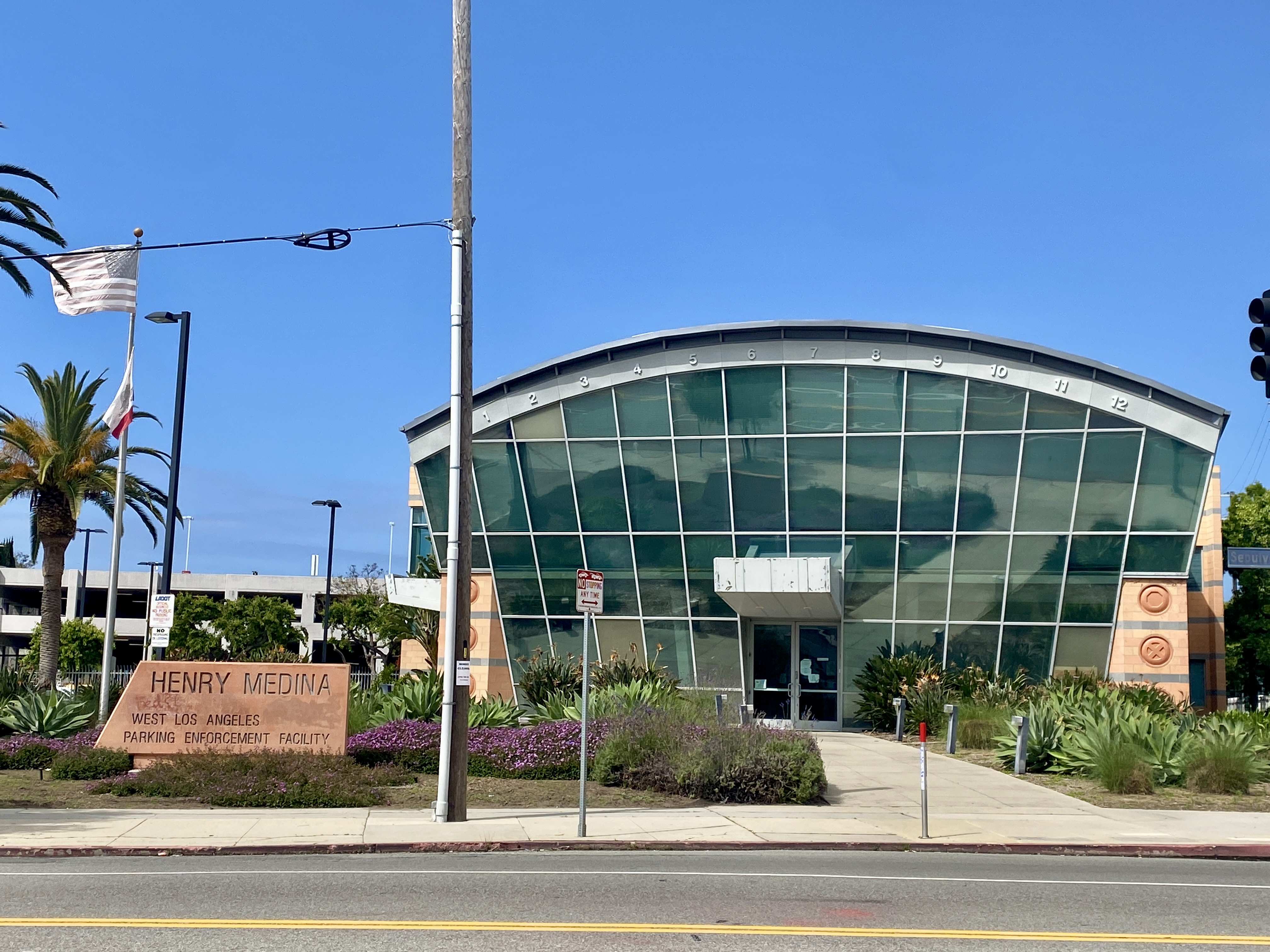
Architettura mimetica in California: l'edificio adibito al controllo dei parcheggi sembra un parchimetro.

L'architettura mimetica, ovvero edifici progettati per imitare un oggetto o una creatura gigante, è talvolta progettata in relazione a ciò che viene venduto o esposto al suo interno.
Tra gli esempi si annoverano la High-Heel Wedding Church a Taiwan, la Mr. Toilet House in Corea del Sud, il Museum of Tea Culture in Cina, l'edificio del National Fisheries Development Board e l'auditorium Chowdiah Memorial Hall in India, l'Elephant Building in Thailandia, o l'asilo per gatti Wolfartsweier e la sede centrale della BMW in Germania, per citarne solo alcuni.

### Edifici ispirati a monumenti famosi
L'architettura novelty sotto forma di monumenti famosi è stata realizzata, ad esempio, in Cina, Georgia, Giappone e Stati Uniti. Tali repliche di edifici sono ampiamente utilizzate in casinò, hotel, centri commerciali o parchi di divertimento come Disneyland, dove l'apparente giocosità e stravaganza mirano ad aumentarne il fascino. In alcuni casi, come a Carhenge, la struttura è un adattamento di un edificio ben noto.
In Cina, il New South China Mall a Dongguan, presenta una replica di 25 metri dell'Arco di Trionfo, un'altra replica del Campanile di San Marco di Venezia, un canale di 2,1 chilometri con gondole. 
A Batumi, sulla costa georgiana del Mar Nero, i nuovi edifici simbolo e la ristrutturazione della Città Vecchia hanno incorporato edifici novelty. Molte di queste costruzioni sono architetture novelty, tra cui lo Sheraton Hotel, progettato nello stile del faro di Alessandria; l'Alphabet Tower (alta 145 metri), che celebra l'alfabeto e la scrittura georgiani; Piazza, uno sviluppo ad uso misto a forma di piazza italiana; ed edifici progettati nello stile della Torre di Pisa, dell'Acropoli e di una Casa Bianca capovolta.
In Giappone, vicino a Nagasaki, si trova il parco tematico Huis ten Bosch, che ospita repliche di monumenti olandesi come Huis ten Bosch e la Torre del Duomo di Utrecht.
Negli Stati Uniti, un centro commerciale a Kansas City ospita una replica a metà scala della Giralda di Siviglia. I casinò sulla Las Vegas Strip, caratterizzati da un'architettura novelty, includono il Luxor Hotel a forma di piramide e il New York-New York Hotel & Casino, un edificio progettato per richiamare lo skyline di New York; il Paris Las Vegas, la cui facciata ricorda l'Opéra di Parigi e il Louvre; e l'Excalibur Hotel and Casino (1990), con la sua facciata stilizzata del castello di Re Artù (Camelot). A Macao, il Venetian Macao, come la sua controparte a Las Vegas, presenta una replica del Campanile di San Marco e di altri edifici di Venezia.

### Torri idriche e serbatoi di stoccaggio
Le torri idriche e i serbatoi di stoccaggio, spesso elementi di spicco in una piccola città, sono due tipologie di edifici modellati o decorati in modo da sembrare oggetti di uso quotidiano. Esistono numerose versioni di questi tipi di architettura novelty.
Le torri idriche esistono in molte forme, tra cui pesche, caffettiere, teiere, pannocchie di mais, bottiglie di vino e di salsa, galleggianti da pesca e fragole.
Diversi birrifici e altre aziende hanno progettato serbatoi di stoccaggio a forma di lattine di birra giganti o altri contenitori.

### Sculture giganti
Un altro aspetto dell'architettura novelty sono le sculture di oggetti comuni, riprodotte in scala spesso di dimensioni molto grandi. Tali sculture si trovano nei parchi e nelle attrazioni lungo le strade o nei musei in Australia, Canada, Giappone, Nuova Zelanda, Filippine e Stati Uniti. È comune che rappresentino animali locali o selvatici, come pesci; piante locali, come mele o ananas; personaggi famosi del posto come Paul Bunyan; cibo, come le barrette di cioccolato dell'ex Curtiss Candy Company; attrezzature sportive o meccaniche come mazze, palle o pneumatici giganti; strumenti musicali, come chitarre; abbigliamento, come stivali giganti; o creature popolari, come i dinosauri.
In alcuni casi, la scultura gigante funge da riferimento per l'edificio a cui è collegata. Ne sono un esempio la mazza da baseball gigante all'esterno del Louisville Slugger Museum & Factory e il gigantesco aeroplanino di carta all'Aeroporto Internazionale di Cleveland Hopkins.

### Altri stili
L'architettura popolare negli anni '50 e '60 nella California meridionale e in Florida era caratterizzata da angoli acuti, tetti inclinati, design a stella e forme fantasiose. Questa divenne nota come architettura Googie, Doo Wop o populuxe.
Anche edifici di aziende consolidate, le cui caratteristiche sono ben note, potrebbero essere considerati architettura novelty; tra gli esempi figurano il design originale degli archi dorati di McDonald's e il design autoreferenziale dei ristoranti White Castle.

## Galleria d'immagini

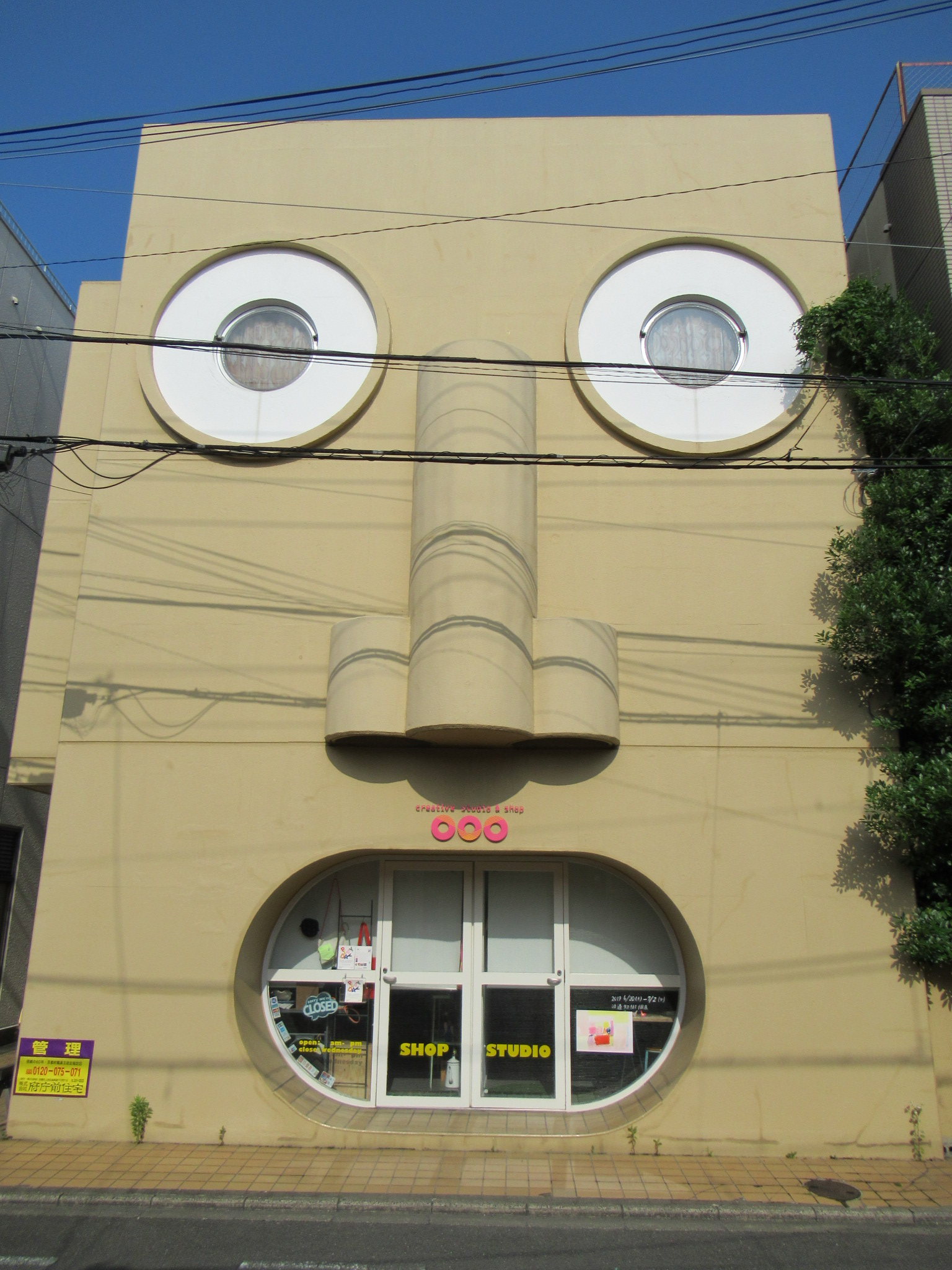
La Face House a Kyoto, Giappone.
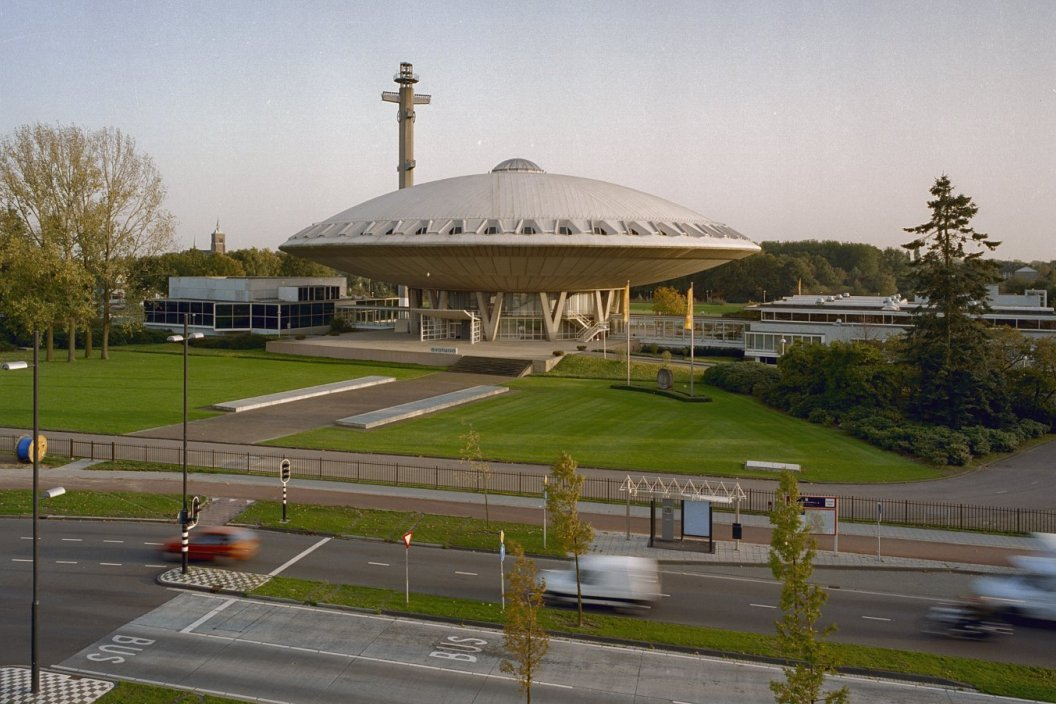
Evoluon a Eindhoven, Paesi Bassi.
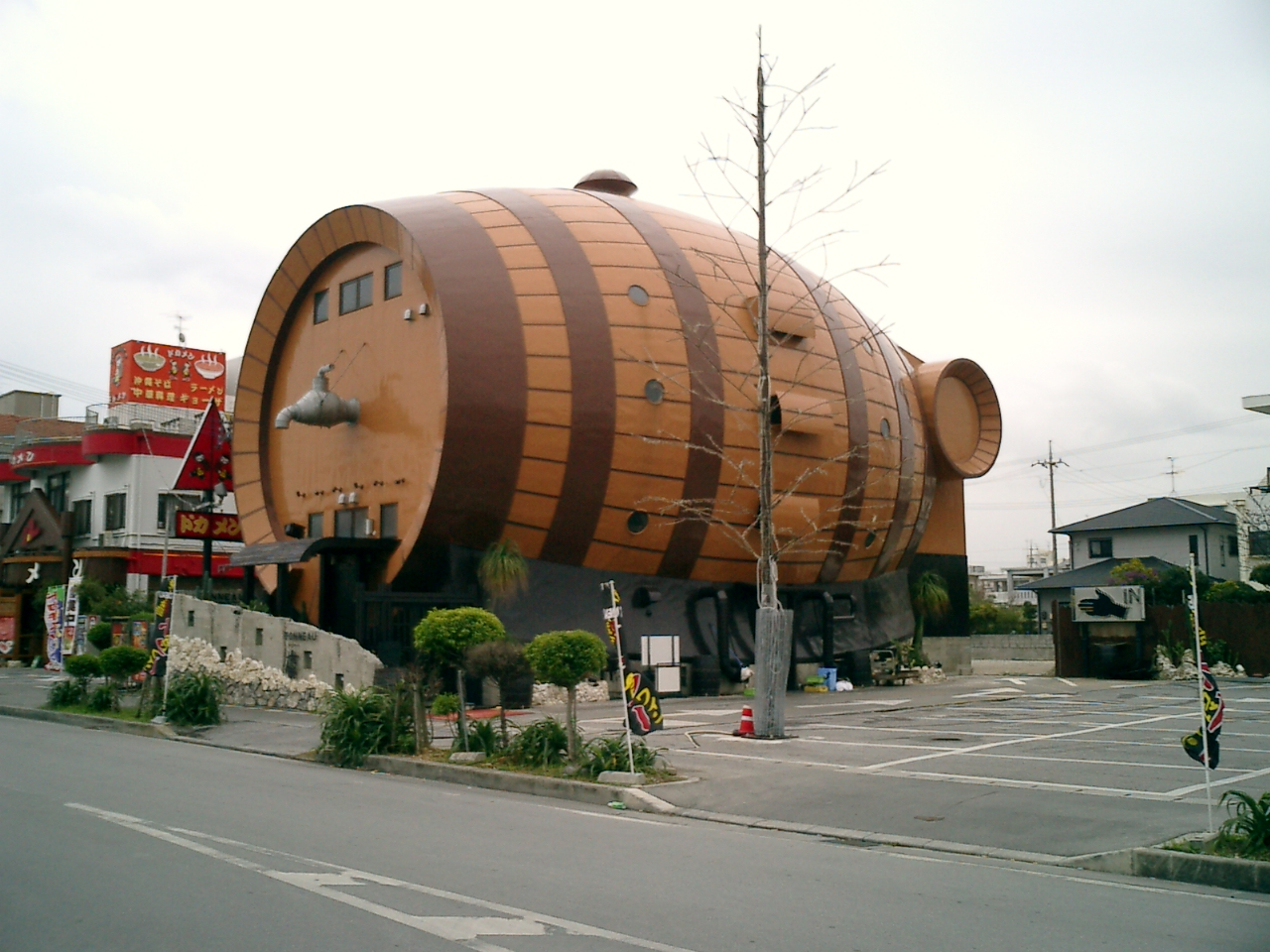
Grande bistrot e bar a forma di botte nella città di Okinawa, in Giappone.
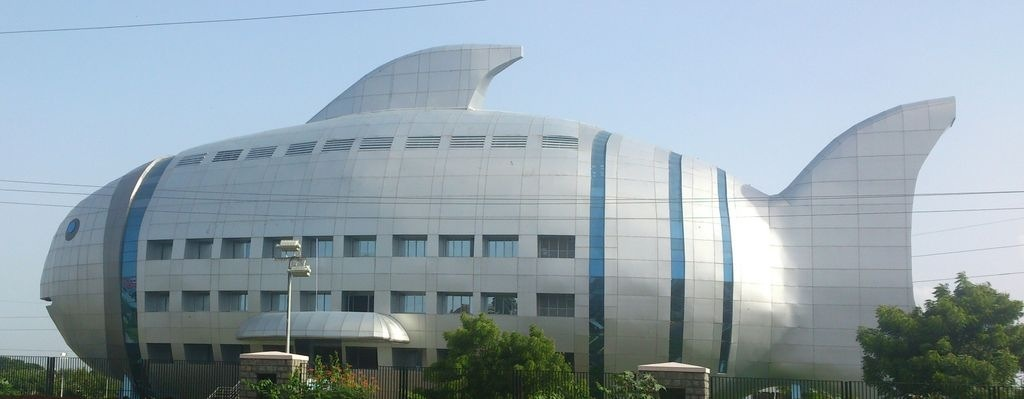
Edificio per uffici del National Fisheries Development Board a Hyderabad, India.
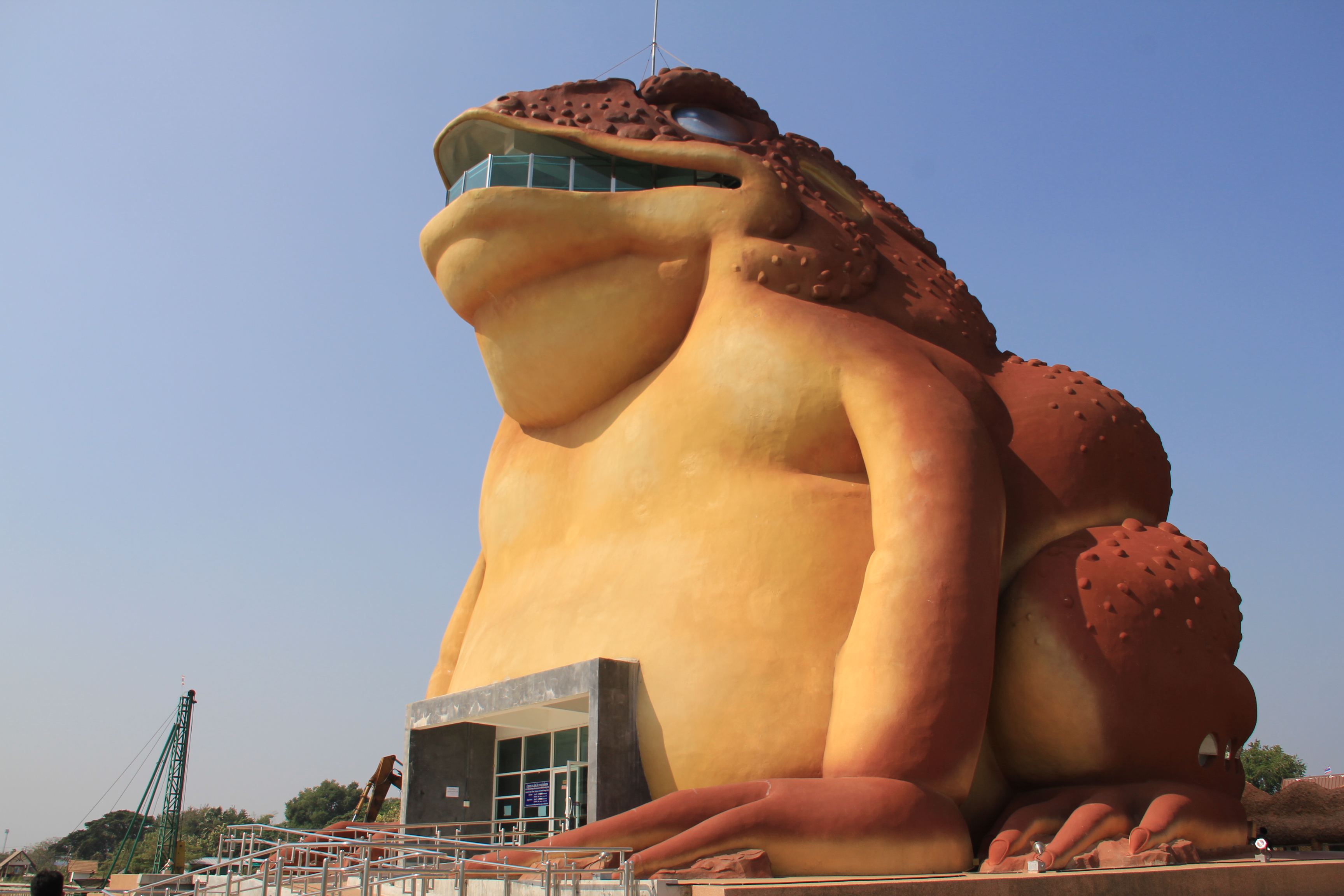
Un museo a Yasothon, Thailandia.
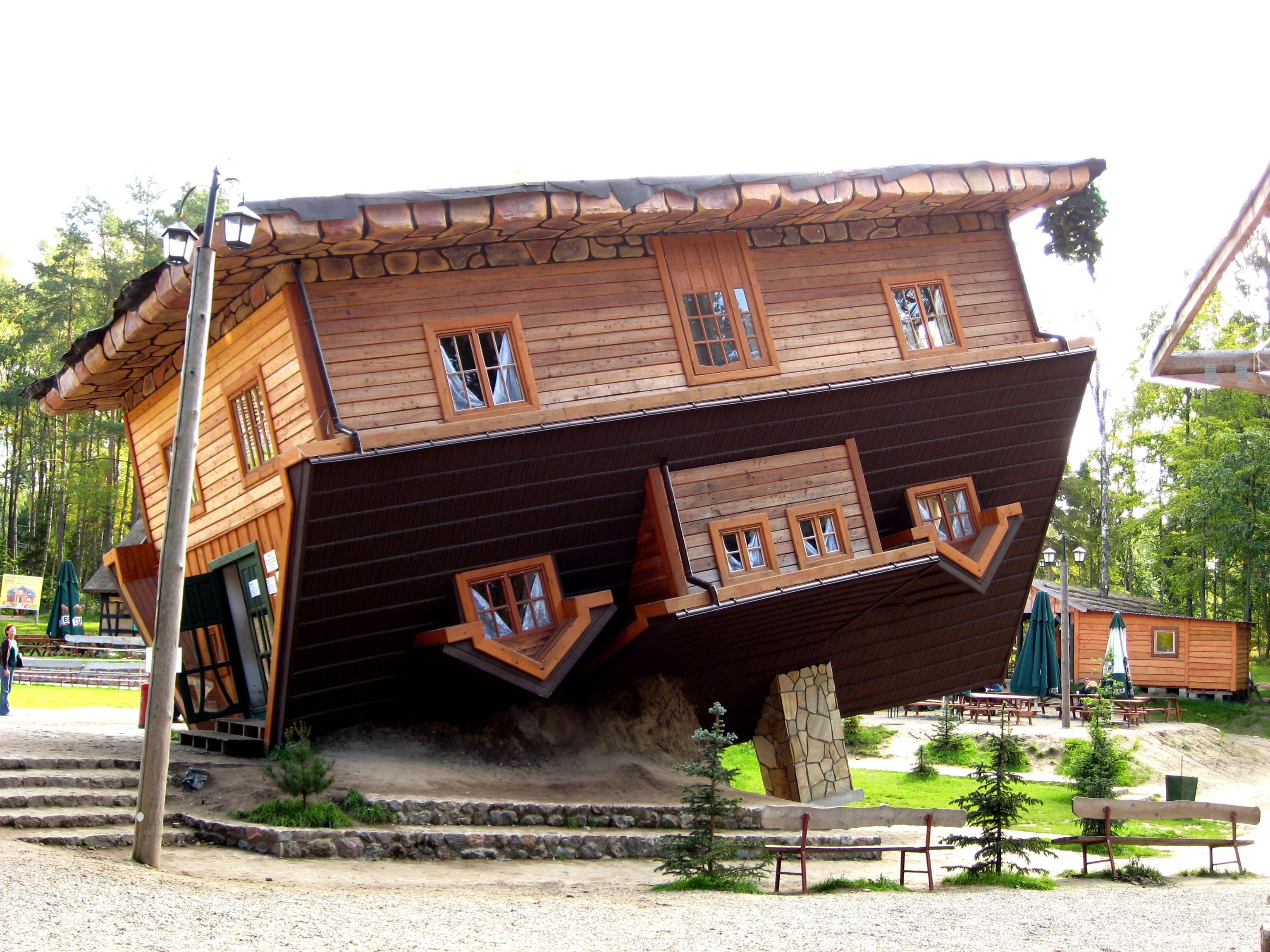
Una casa capovolta a Szymbark, in Polonia.
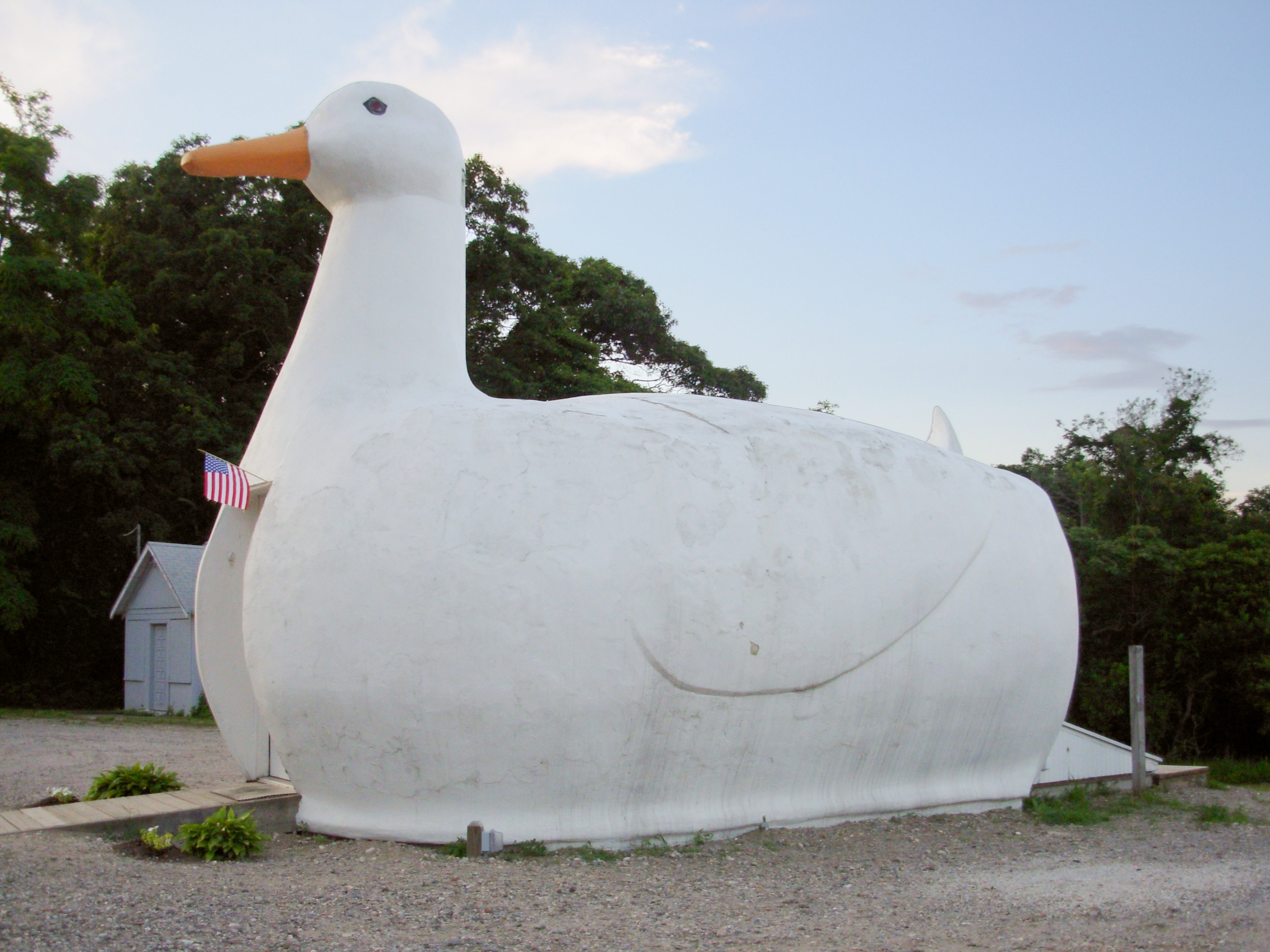
Il grande anatroccolo a Flanders, New York (1931).
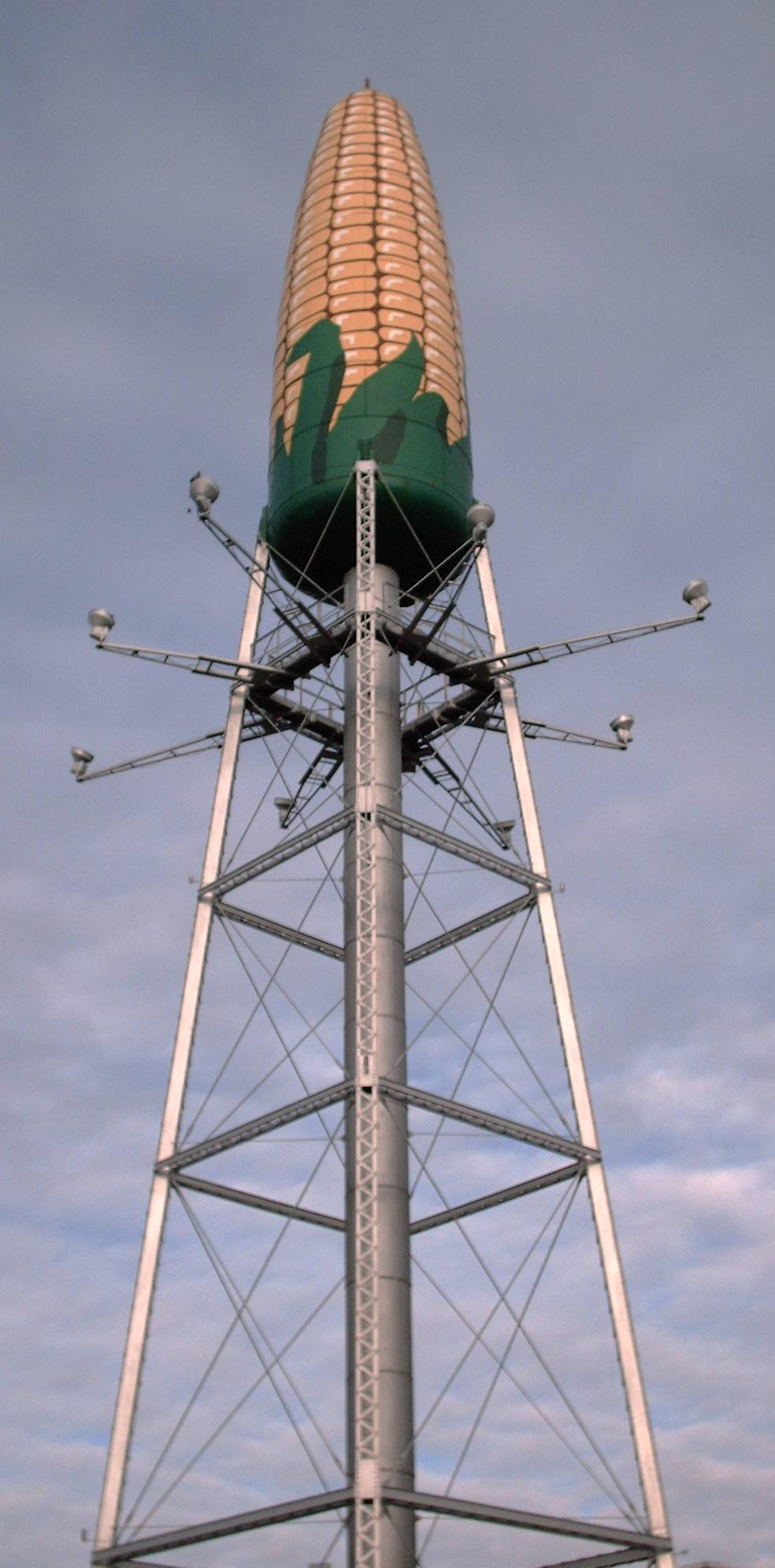
Torre idrica a forma di pannocchia di mais a Rochester, Minnesota (1931).
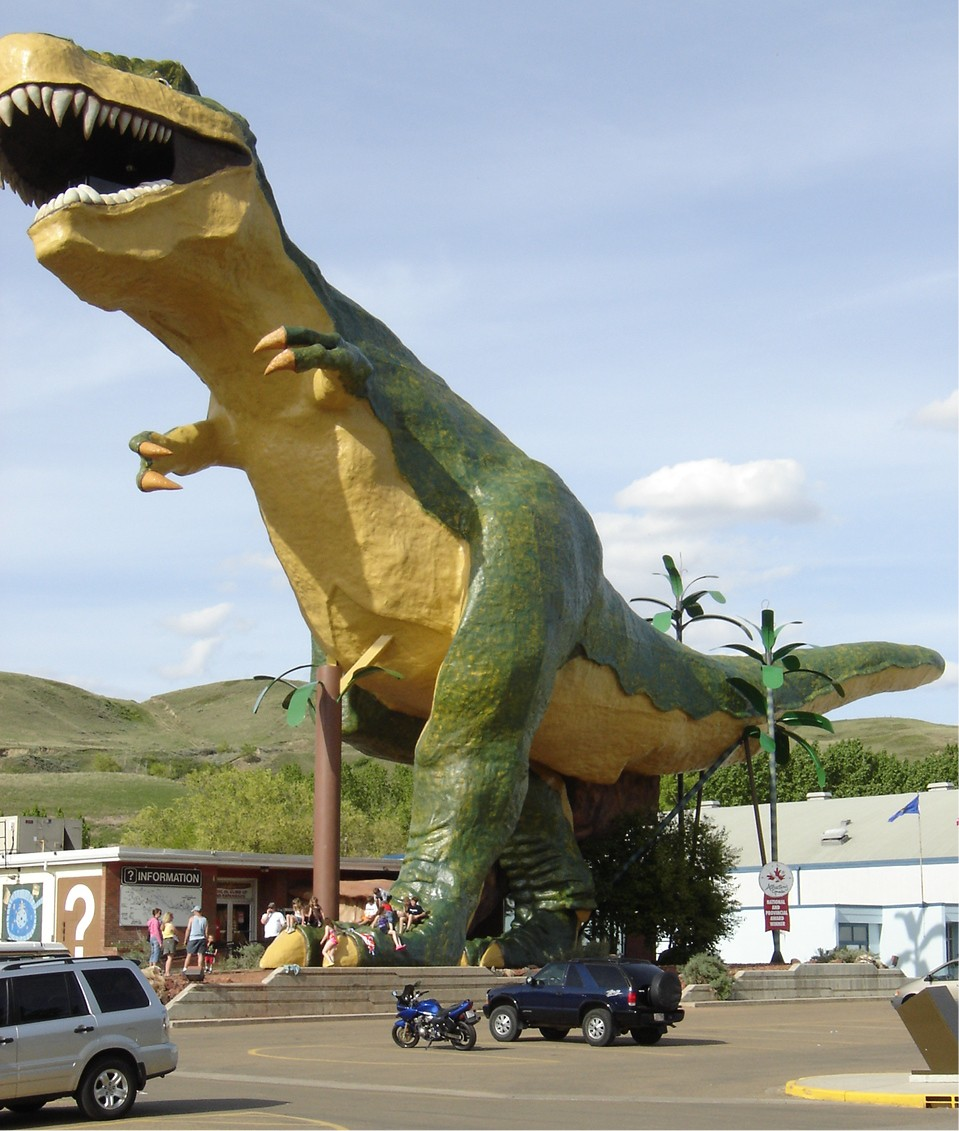
La statua di dinosauro più grande del mondo a Drumheller, Canada (2000).